# I Call Your Name
"I Call Your Name" é uma canção dos Beatles escrita principalmente por John Lennon e creditada a Lennon/McCartney.

## Historia
Lennon escreveu esta canção antes de formar os Beatles. Em 1963, ele a deu para Billy J. Kramer do grupo The Dakotas, outra banda de Liverpool contratada pela Parlophone por George Martin. Kramer a lançou no lado B do single "Bad to Me", outra composição de Lennon–McCartney.
Lennon ficou insatisfeito com o arranjo feito pelos Dakotas além de sua colocação como lado B, então os Beatles gravaram sua própria versão. Ela possui George Harrison tocando uma Rickenbacker 360/12, apresentando o seu distinto som para o mundo pela primeira vez.
A ponte instrumental desta canção é a primeira dos Beatles no gênero ska.
Ringo Starr a regravou em um especial para a televisão em homenagem a Lennon em 1990. A faixa, produzida por Jeff Lynne, conta com um supergrupo formado por Lynne, Tom Petty, Joe Walsh e Jim Keltner.

## Créditos
- John Lennon – vocal, guitarra rítmica
- Paul McCartney – baixo
- George Harrison – violão de doze cordas
- Ringo Starr – bateria, campana
- George Martin – produção
- Norman Smith – engenharia

Créditos por Ian MacDonald